# Henri Nouwen

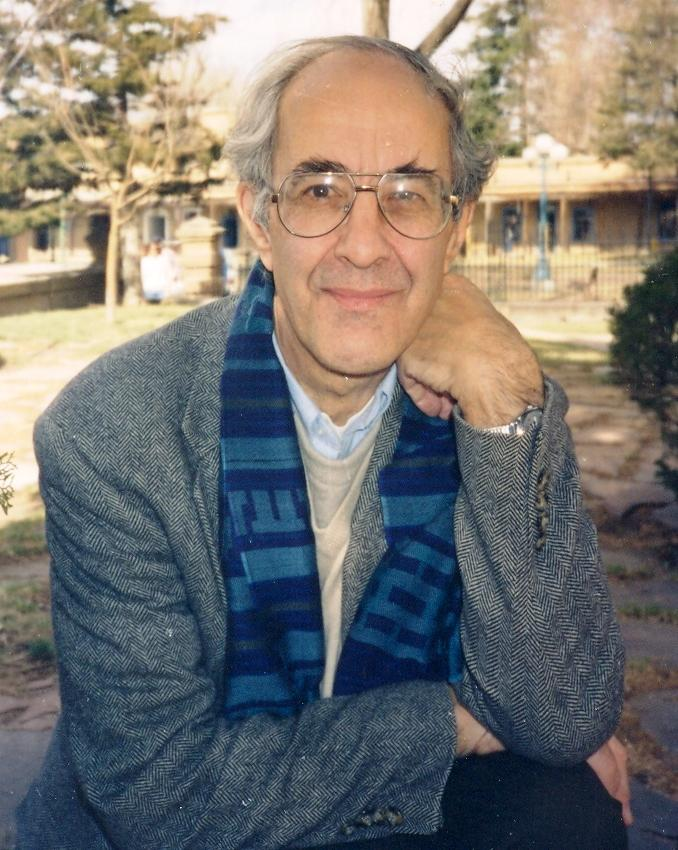
Henri Nouwen

Henri Jozef Machiel Nouwen, född 24 januari 1932 i Nijkerk, Nederländerna, död 21 september 1996 i Hilversum, Nederländerna, var en nederländsk romersk-katolsk präst och författare till en rad böcker om andlighet.

## Liv och karriär

### 1950-1980
Prästvigningen skedde 1957. Därefter fick han tjänst i Utrechts ärkestiftet, samtidigt som han läste psykologi vid det katolska universitetet i Nijmegen. Efter examen 1964 arbetade han fyra år i USA, först som föreläsare i religion och psykiatri vid Menninger Clinic i Topeka, Kansas, därefter som gästprofessor vid psykologiska fakulteten vid University of Notre Dame. 1968 flyttade han tillbaks till Holland för att undervisa vid det katolska teologiska institutet i Utrecht. Han tog även ut en teologisk examen vid Nijmegens universitet. Efter tre år i Holland återvände han till USA för att undervisa i pastoralteologi vid Yale Divinity School, vilket han gjorde till 1981. Under dessa år föreläste han också vid Ecumenical Institute i Collegeville i Minnesota och vid North American College i Rom. 1974 och 1978 tillbringade han flera månader i Abbey of the Genesee, ett cistercienskt kloster i Piffard i delststen New York.

### 1980 och framåt
1981 och 1982 besökte han Latinamerika och ägnade stor tid åt de fattigaste. 1983-1985 undervisade han vid Harvard Divinity School. Därefter åkte han till Frankrike och bodde nio månader i L'Arche, ett kristet lokalsamhälle grundat av Jean Vanier där handikappade samt assistenter lever tillsammans i evangeliets anda.